# 小行星18192
小行星18192（18192 Craigwallace）是一颗绕太阳运转的小行星，为主小行星带小行星。该小行星于2000年8月25日发现。

## 轨道参数
小行星18192的轨道半长轴为2.7775353 UA，离心率为0.042。